# Dorotea hembygdsförening
Dorotea hembygdsförening är en hembygdsförening i Dorotea i Lappland, Sverige.
Dorotea hembygdsförening bildades 1933.